# Рудовская, Любовь Ивановна
Любо́вь Ива́новна Рудо́вская (до 1972 — Тимофе́ева) (р. 5 ноября 1950, Одесса) — советская волейболистка, игрок сборной СССР (1976), серебряный призёр Олимпийских игр 1976. Мастер спорта СССР международного класса (1973).

## Биография
В 1968—1983 выступала за команду «Буревестник»/МедИн (Одесса). В её составе:
- двукратный серебряный призёр чемпионатов СССР — 1982, 1983;
- двукратный победитель розыгрышей Кубка СССР — 1974, 1981;
- победитель розыгрыша Кубка обладателей кубков ЕКВ 1983.

Серебряный призёр чемпионата СССР 1976 в составе сборной ДСО «Буревестник». Чемпионка (1975) и бронзовый (1971) призёр Спартакиад народов СССР в составе сборной Украинской ССР.
Трёхкратный победитель Всемирных универсиад (1970, 1973, 1977) в составе студенческой сборной СССР.
В национальной сборной СССР в официальных соревнованиях выступала в 1976 году. В её составе стала серебряным призёром Олимпийских игр 1976.
В 1971 году закончила Одесский педагогический институт имени К. Д. Ушинского.
В настоящее время проживает в Нью-Йорке (США).

## Источник
- Волейбол. Энциклопедия/Сост. В. Л. Свиридов, О. С. Чехов. Томск: Компания «Янсон» — 2001.